# ジーライオングループ
ジーライオングループ (GLION GROUP) は兵庫県神戸市中央区に本社を置く、自動車ディーラーや飲食店などを運営する企業グループ。
1986年に、中古車ディーラー「クインオート」として兵庫県の篠山地区に設立。積極的なM＆Aで、小売のみならず卸売・周辺分野・異業種へと規模を拡大している。
2021年4月16日、「ジーライオンアワーズビル」を開設した。同年6月にはグループ傘下の田中酒造店（宮城県加美町）が日本酒では宮城県内初のヴィーガン向け認証を取得した。

## 関連会社

### 輸入車正規ディーラー事業
- 株式会社モトーレン阪神（兵庫県西宮市）
- 株式会社アルコン（鳥取県米子市）
- 株式会社モトーレン神戸（兵庫県神戸市）
- 株式会社アルコン岡山（岡山県岡山市）
- 株式会社モトーレン埼玉（旧：セントラル自動車技研 埼玉県川口市）
- 株式会社モトーレン徳島（旧：マインオート 徳島県徳島市）
- 株式会社バロウ（大阪府吹田市）
- 株式会社K・バロウ（旧：オートデルソーレ 京都府京都市）
- 株式会社N・バロウ（旧：渡辺自動車 愛知県名古屋市）
- 株式会社F・バロウ（旧：福井ヤナセ 福井県福井市）
- 株式会社甲賀自動車工業所（滋賀県栗東市）
- 岡山クライスラー株式会社（岡山県岡山市）
- 株式会社オートカヴァリーノ（兵庫県神戸市）
- 株式会社コリーダモータース（愛知県名古屋市）
- 株式会社GP福井（旧：福井ヤナセ 福井県福井市）
- 株式会社GP鹿児島（鹿児島県鹿児島市）
- 株式会社シュテルン福井（旧：福井ヤナセ 福井県福井市）
- 株式会社シュテルン富山（旧：富山ヤナセ 富山県富山市）
- 吉野産業株式会社（福井県福井市）
- 株式会社アレーゼ湘南（神奈川県平塚市）
- 高知県外国車販売株式会社（高知県高知市）
- 株式会社ユーロスターアントレ（旧：イマエダコーポレーション 愛知県名古屋市）
- 株式会社ジースクエア仙台（旧：アドバンスオートモービル 宮城県仙台市）
- 株式会社オートレジーナ（兵庫県神戸市）
- 株式会社GLノルディック（旧：伊丹産業カーズ 兵庫県神戸市）
- 東亜自動車株式会社（宮崎県宮崎市）
- フランス自動車株式会社（宮崎県宮崎市）

### 国産車ディーラー事業
- 株式会社スズキ中兵庫販売（兵庫県丹波市）
- 大阪中央スズキ販売株式会社（大阪府堺市）
- 奈良スズキ販売株式会社（奈良県橿原市）
- 奈良日産自動車株式会社（奈良県大和郡山市）
- 琉球三菱自動車販売株式会社（沖縄県浦添市）
- GNN株式会社（奈良県大和郡山市）

### リテール事業
- 株式会社クインオート（兵庫県丹波篠山市）
- 益田自動車工業株式会社（島根県益田市）
- 株式会社オートビレッジ（兵庫県丹波篠山市）

### 卸売事業
- 株式会社クラモチオートサービス（兵庫県丹波篠山市）
- 株式会社スカイライン（埼玉県所沢市）
- 株式会社クルーズ（兵庫県丹波篠山市）
- 株式会社プログレス（兵庫県丹波篠山市）
- オートバリュー株式会社（兵庫県神戸市）

### アフターサービス事業
- 日生自動車工業株式会社（大阪府守口市）
- 株式会社日本油研（大阪府堺市）
- 小原自動車工業株式会社（静岡県沼津市）
- 永井自動車工業株式会社（愛知県一宮市）
- 株式会社レーヴェ・クヴァリテート（兵庫県加古郡）

### 二輪事業
- 株式会社ジェイトレード（愛知県名古屋市）
- 株式会社サッシュ（京都府京都市）

### カーデザイン事業
- 株式会社典（東京都渋谷区）

### アフターパーツ事業
- 株式会社オーエス技研（岡山県岡山市）
- 株式会社昭和トラスト・トラスト事業部（千葉県山武郡）
- 株式会社昭和トラスト・昭和自動車事業部（大阪府大阪市）
- 株式会社京都東揚商会（京都府京都市）
- 株式会社東名パワード（東京都町田市）
- カキモトレーシング株式会社（大阪府堺市）

### モビリティソリューション事業
- 株式会社ジェイボーイ（大阪府箕面市）
- 株式会社ジーライオンレンタリース（大阪府高槻市）

### 流通ソリューション事業
- おくるまネットワーク株式会社（兵庫県神戸市）
- Gライオン・レントオール株式会社（兵庫県伊丹市）
- 日進交通株式会社（大阪府大阪市）
- 株式会社ウイズ・ユー（大阪府豊中市）
- クイック・ネットワーク株式会社（兵庫県神戸市）
- 永楽交通株式会社（福岡県福岡市）

### 海外事業
- 株式会社ライガーホールディングインターナショナル（兵庫県神戸市）
- Liger (Thailand) Co., Ltd.（タイ）
- GWLion Co., Ltd.（ミャンマー）
- Munkhada LLC（モンゴル）
- Magic Engineering Auto LLC（モンゴル）
- 株式会社Gライオントレーディング（兵庫県神戸市）
- 株式会社ライガーアートプロ（兵庫県神戸市）
- Ikh Agdir LLC（モンゴル）
- G-Stars Automobile LLC（ベトナム）
- CÔNG TY TNHH VIET LIGER（ベトナム）
- Carlink LLC（ロシア）

### 迎賓事業
- G.LION HAWAII（アメリカ）
- 株式会社田中酒造店（宮城県加美郡）
- 株式会社クインオート 迎賓事業部（兵庫県丹波篠山市）
- 株式会社近又（兵庫県丹波篠山市）

### 宝飾事業
- 金子真珠株式会社（兵庫県神戸市）

### アパレル事業
- 株式会社繍栄（京都府京都市）

### 料飲事業
- 株式会社御菓子城加賀藩（石川県加賀市）
- 株式会社丸太太兵衛小林製麺（北海道札幌市）
- 株式会社小牧（福井県敦賀市）
- 神戸紅茶株式会社（兵庫県神戸市）
- 株式会社山下誠志堂（兵庫県神戸市）
- 株式会社丹波篠山近又芦屋店（兵庫県芦屋市）
- 株式会社げんぶ堂（兵庫県豊岡市）

### 出版事業
- 株式会社舵社（東京都港区）

### 輸入販売事業
- ダッチウエストジャパン株式会社（北海道帯広市）

### 陶器製造販売事業
- 深川製磁株式会社（佐賀県西松浦郡）

### フィットネス事業
- 株式会社ハーバービュー・フィットネスクラブ（神奈川県横浜市）

### 教育事業
- 学校法人兵庫科学技術学園（阪神自動車航空鉄道専門学校 兵庫県神戸市）
- 国立音楽院（東京都世田谷区）

### 資産・不動産管理事業
- 合同会社デカンショパワー（兵庫県丹波篠山市）
- 株式会社Gランドユース（兵庫県丹波篠山市）